# بوهیکون، بنین
بوهیکون (به فرانسوی: Bohicon) شهری در استان زو واقع در کشور بنین است که در سال ۱۹۹۲ میلادی ۴۳٬۴۵۳ نفر جمعیت داشته و جمعیت آن در سال ۲۰۰۵ میلادی به ۸۲٬۹۰۱ نفر رسیده‌است.